# Ginnastica fantastica
Ginnastica fantastica è il secondo album di Heather Parisi, pubblicato nel 1983 dalla Polydor.
Prodotto da Franco Miseria e Silvio Testi, hanno collaborato alla produzione dell'album anche Fio Zanotti, Luca Orioli, Renato Serio, Romano Trevisani, Luciano Torani e Gianfranco Longo.
Come il precedente Cicale & Company si tratta di un concept album, questa volta dedicato al mondo della ginnastica a tempo di musica. 
Dopo il successo ottenuto da Jane Fonda in America con il suo disco di aerobica, in Italia diverse artiste tentarono di emularla, tra cui Sydne Rome e Lara Saint-Paul. A differenza delle colleghe il disco di Heather contiene brani inediti, appositamente scritti sul tema ginnico e del "fitness" in generale (un termine allora non ancora in uso). 
Per insegnare gli esercizi la voce di Heather spiega, nelle parti strumentali dei brani, come eseguirli, inoltre un libro fotografico illustrato, allegato a ciascun LP, mostrava chiaramente cosa fare e come.
La copertina dell'album mostra Heather che esegue un esercizio vicino a una sedia, su sfondo rosa, con un gioco di parole nel lettering: le parole Ginn e Fant terminano infatti con le stesse lettere (-Astica) scritte a dimensione doppia.

## Tracce
1. Buongiorno
2. Sorridi
3. Twisterapia
4. Segnali
5. Attimi
6. Raghjayda
7. Stress
8. Maschio
9. Alle corde
10. Relax